# Clevidipină
Clevidipina este un medicament din clasa blocantelor canalelor de calciu, fiind utilizat în tratamentul hipertensiunii arteriale când terapia orală nu este accesibilă sau de dorit. Calea de administrare disponibilă este cea intravenoasă.